# Nacionalno prvenstvo ZDA 1903
Nacionalno prvenstvo ZDA 1903 v tenisu.

## Moški posamično
Laurence Doherty :  William Larned  6-0 6-3 10-8

## Ženske posamično
Elisabeth Moore :  Marion Jones  7-5, 8-6

## Moške dvojice
Reginald Doherty /  Laurence Doherty :  Kreigh Collins /  Harry Wainder 7–5, 6–3, 6–3

## Ženske dvojice
Elisabeth Moore /  Carrie Neely :  Miriam Hall /  Marion Jones 4–6, 6–1, 6–1

## Mešane dvojice
Helen Chapman /  Harry Allen :  Carrie Neely /  W. H. Rowland 6–4, 7–5